# Villa Libertad (Misiones)
Villa Libertad es una localidad argentina ubicada en el departamento Leandro N. Alem de la Provincia de Misiones. El ejido urbano se halla mayoritariamente en jurisdicción de Leandro N. Alem, aunque un pequeño sector se halla dentro del área del municipio de Caá Yarí. La localidad dista unos 4 km del centro urbano de Leandro N. Alem, y unos 9 km del casco urbano de Caá Yarí.
En la villa existen una institución educativa y un sanatorio adventista muy reconocidos en la provincia.

## Vías de comunicación
La principal vía de acceso es la Ruta Provincial 225, que la vincula al sur con Leandro N. Alem y al norte con Caá Yarí.

El Instituto Superior Adventista de Misiones, ISAM (antes conocido como IJBA) y el Sanatorio Adventista del Norte Argentino son las dos instituciones que dan vida a Villa Libertad.
- Datos: Q6162232